# Elmira College
Das Elmira College ist ein kleines privates Liberal-Arts-College in Elmira, New York. An der 1855 eröffneten Hochschule, die fast ausschließlich Undergraduate-Programme anbietet, studieren derzeit (2021) 768 Menschen.
Die besondere historische Bedeutung der Einrichtung besteht darin, dass sie 1855 als erste in der Geschichte des amerikanischen Hochschulwesens Frauen vollwertige Bachelor-Abschlüsse angeboten hat.

## Geschichte

### Gründung

Simeon Benjamin, einer der Gründer des Elmira College (Statue auf dem Campus)

Das College nahm, nach mehrjährigen Vorbereitungen, seinen Lehrbetrieb 1855 auf. Es war zunächst eine reine Frauenhochschule. Einrichtungen der tertiären Bildung, die Frauen aufnahmen, gab es auf dem Gebiet der heutigen Vereinigten Staaten zwar bereits seit 1742 (Moravian University, Pennsylvania), doch gilt das Elmira College als das erste, dessen Abschlüsse ebenso hochwertig waren wie die der besten Hochschulen für Männer. An der Gründung maßgeblich beteiligt war Reverend Isaac Newton Wyckoff, Pastor der Second Reformed Church in der Hauptstadt von New York State, Albany. Erfahrung in der Frauenbildung hatte Wyckoff zuvor bereits als Leiter der Young Ladies’ Academy in New Brunswick, New Jersey gesammelt. Später, 1866, hat er auch an der Gründung des Hope College in Holland, Michigan mitgewirkt. Als Standorte für die neue Hochschule wurden zunächst Carmel und dann Auburn in Betracht gezogen, bis die Wahl schließlich auf die Kleinstadt Elmira fiel, wo der Unternehmer und Philanthrop Simeon Benjamin den finanziellen Grundstock lieferte. Das Grundstück für den Campus wurde im Mai 1853 Thomas Noyes abgekauft. Bei der offiziellen Gründung am 23. Oktober 1853 trug die Schule noch den Namen Elmira Collegiate Seminary, wurde im April 1855 aber in Elmira Female College umbenannt.
Als Matthew Vassar 1861 in Poughkeepsie das Vassar Female College – die heutige Elitehochschule Vassar College – gründete, war das Elmira College sein Vorbild.
Die erste Studienordnung des neuen Elmira Female College war an der Yale University orientiert. Erster Präsident wurde Augustus Cowles. 1859, also vier Jahre nach der Eröffnung, erwarben die ersten Absolventinnen ihren Abschluss (A. B. degree = Bachelor of Arts).

### Weitere Geschichte
Im akademischen Jahr 1866/1867 umfasste der Lehrkörper neun Personen, darunter Professoren und Lehrer für Religion, Literatur, Latein, moderne Sprachen, Geschichte, Physiologie, Physik, Mathematik, Astronomie, Musik, Malerei und Gymnastik. Die Einrichtung hatte in diesem Jahr 64 Collegestudentinnen und 70 Vorbereitungsschülerinnen.
1890 erhielt die Hochschule ihren heutigen Namen, Elmira College.
Eine Lösung der Schule aus ihrer bis dahin engen Bindung an den Protestantismus begann 1935 mit der Wahl von William Pott, dem ersten Präsidenten des Elmira College, der kein Geistlicher war.
Nachdem im Rahmen spezieller Programme männliche Bewerber schon früher hatten aufgenommen werden können, gab das College die Geschlechtertrennung 1969, zeitgleich mit dem Vassar College, vollständig auf. Bis heute ist der Anteil der weiblichen Studenten fast doppelt so groß wie der der männlichen, wobei ein unverhältnismäßig hoher Frauenanteil an amerikanischen Liberal Arts Colleges heute freilich die Regel ist.
Besonders stark nachgefragt war das Elmira College im akademischen Jahr 2013/2014, in dem an der Einrichtung fast 1200 Studierende gezählt wurden.

## Akademisches Programm
Das akademische Programm des Elmira College umfasst im Jahre 2021 35 Fächer, die als Haupt- und/oder Nebenfächer bis zum Bachelorgrad studiert werden können. Für Graduate-Studenten wird eine kleine Auswahl von Master-Abschlüssen in der Lehrer- und der Managerausbildung angeboten. Die derzeit am stärksten nachgefragten Hauptfächer sind Krankenpflege, BWL, Psychologie und Biologie. Studienanfänger brauchen sich, wie an amerikanischen Liberal-Arts-Colleges weithin üblich, noch nicht gleich am Anfang schon für ein Hauptfach zu entscheiden, sondern können bei Bedarf erst einmal in die Breite studieren.
Das akademische Jahr umfasst am Elmira College zwei lange Trimester (terms) in Herbst und Winter und ein drittes, kürzeres im Frühjahr.
Im einflussreichen Ranking des Nachrichtenmagazins U.S. News wird das Elmira College derzeit (2021) als das neuntbeste von insgesamt 57 vierjährigen Hochschulen im amerikanischen Nordosten (Mittelatlantikstaaten und Neuengland) eingestuft. Die Acceptance Rate, also der Anteil der Studienbewerber, die tatsächlich aufgenommen werden, ist mit 98 % für amerikanische Verhältnisse sehr hoch. Der SAT-Wert angenommener Bewerber beträgt im Mittel 1110 (der mögliche SAT-Höchstwert beträgt 1600) und der mittlere GPA-Wert 3,22 (möglicher Höchstwert: 4,0); das Elmira College zählt damit zu den nur mäßig kompetitiven Schulen. Die Studiengebühren betrugen im akademischen Jahr 2021/2022 34.578 US$ netto bzw. 49.353 US$ einschließlich Unterbringung, Verpflegung und aller Gebühren (Kosten für 1 Jahr). Zum Vergleich: Durchschnittlich haben die amerikanischen Privathochschulen im selben akademischen Jahr Netto-Studiengebühren in Höhe von 38.185 US$ berechnet.

## Campus
Der 22 ha große Campus des Elmira College liegt 1 km nördlich von Downtown Elmira. Das älteste und gleichzeitig markanteste Bauwerk ist das von Charles Farrar designte und 1855 auf einem achteckigen Grundriss errichtete Cowles Building. Farrar war Professor für Astronomie und richtete ganz oben auf dem Gebäude ein Observatorium ein. Ein Teil der Gebäude ist, als Elmira College Old Campus (National Register of Historic Places), seit 1984 denkmalgeschützt.

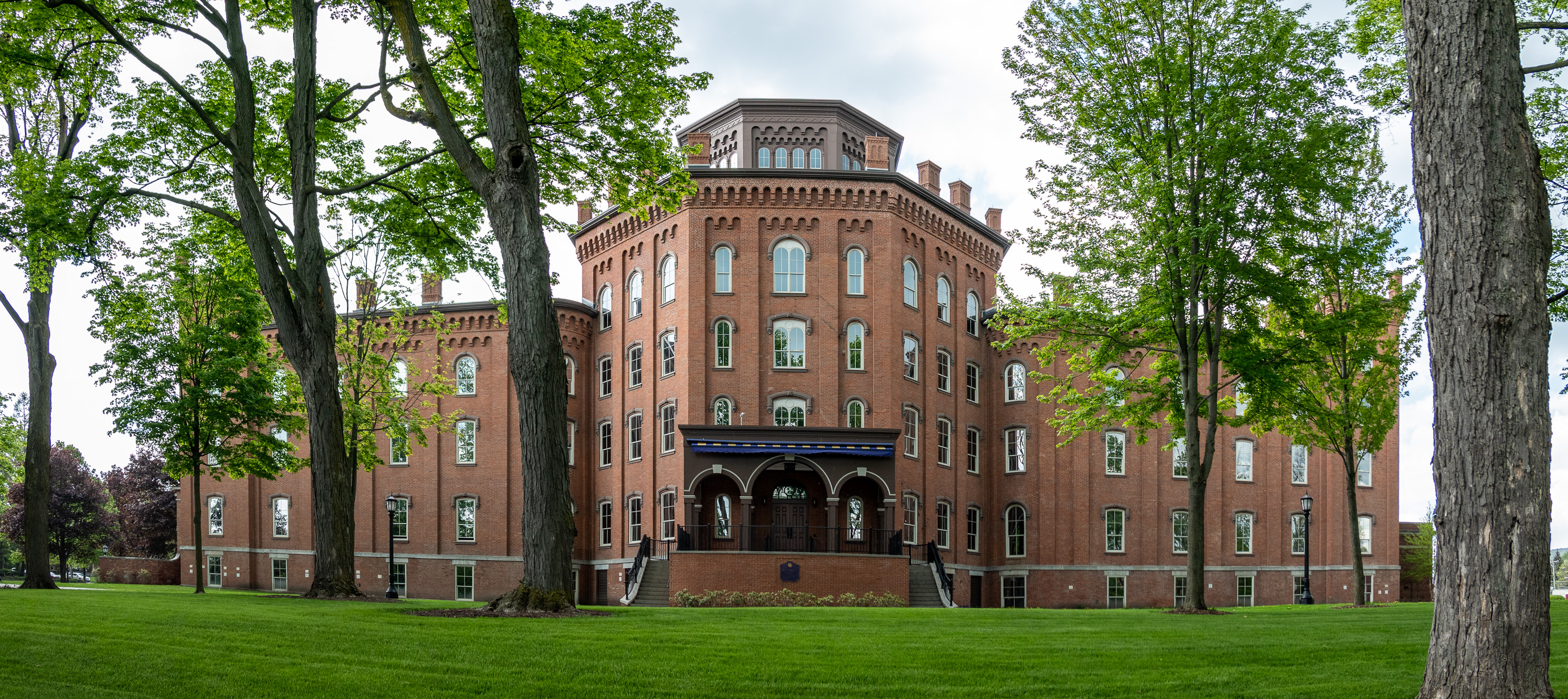
Cowles Hall (1855 erbaut)
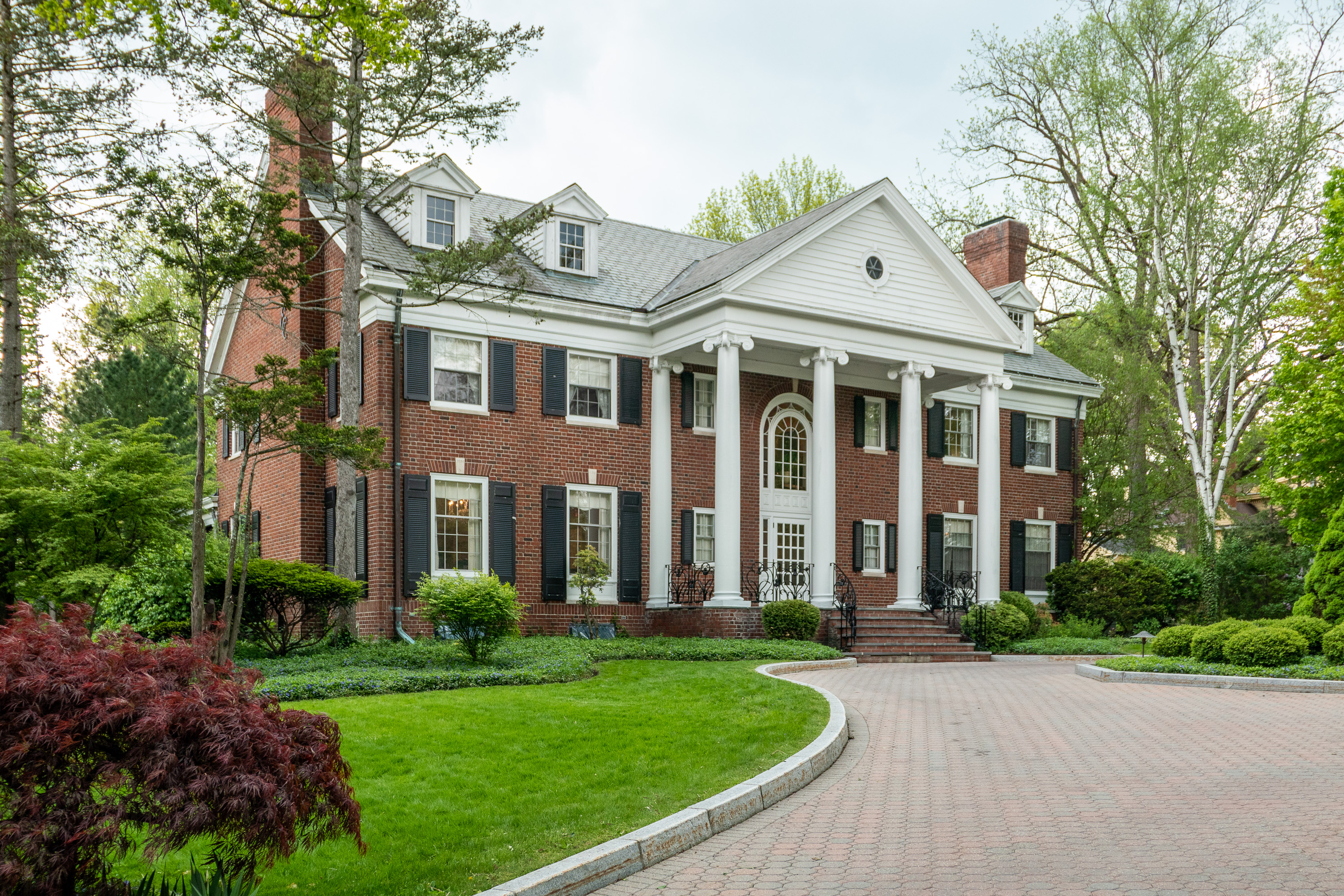
President’s Home/Office of Admission (vor 1889)
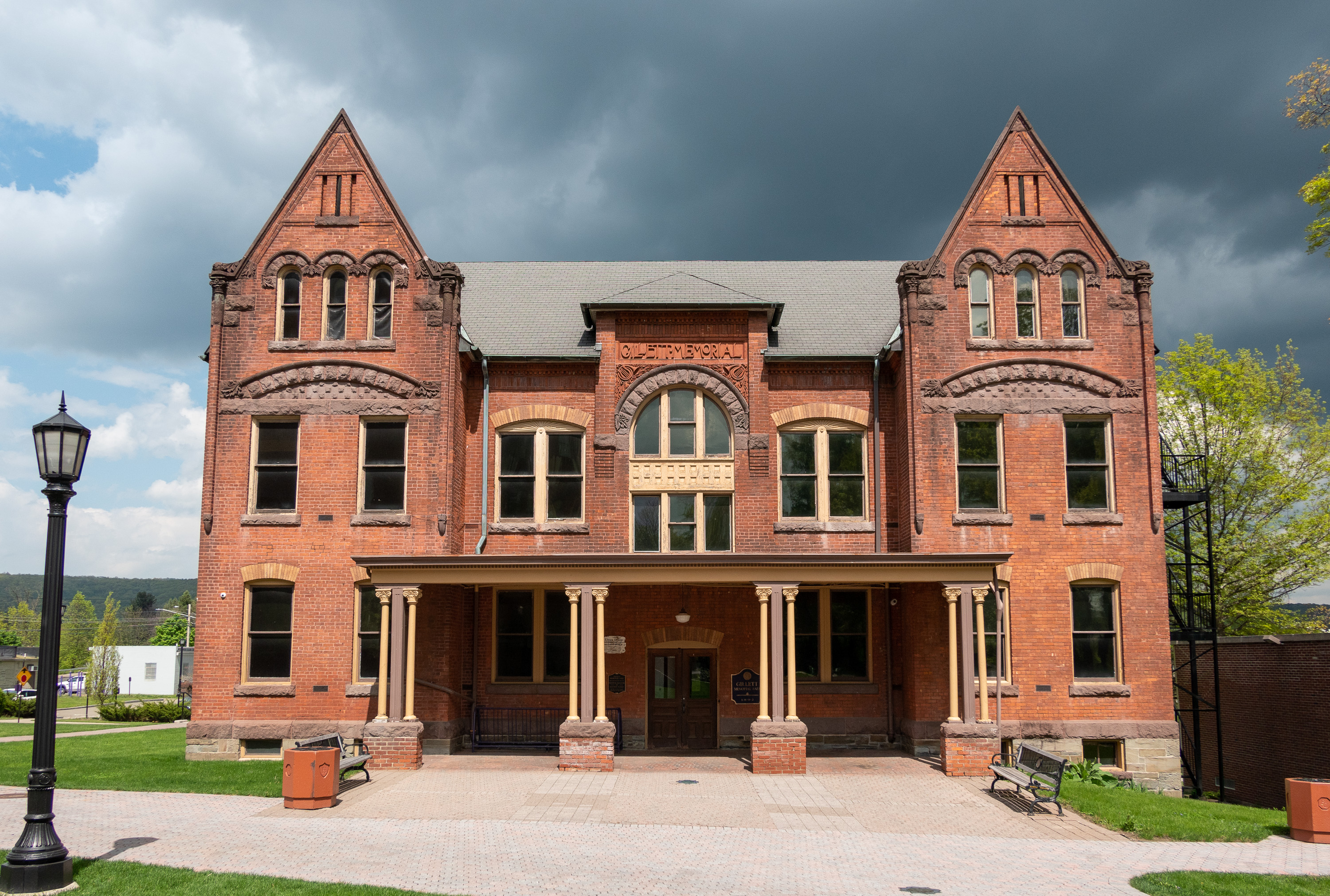
Gillett Memorial Hall (1891)
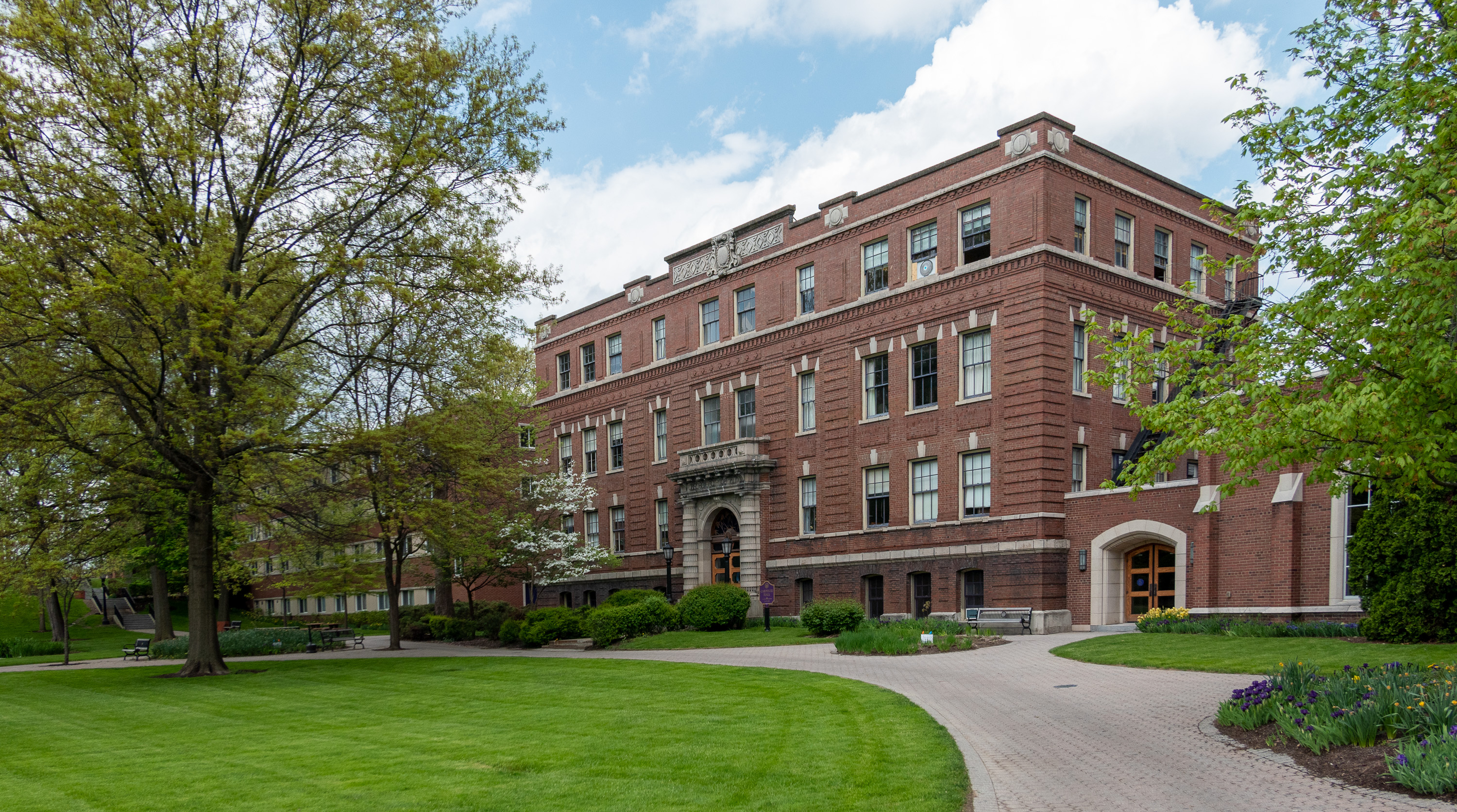
Carnegie Hall (1911)
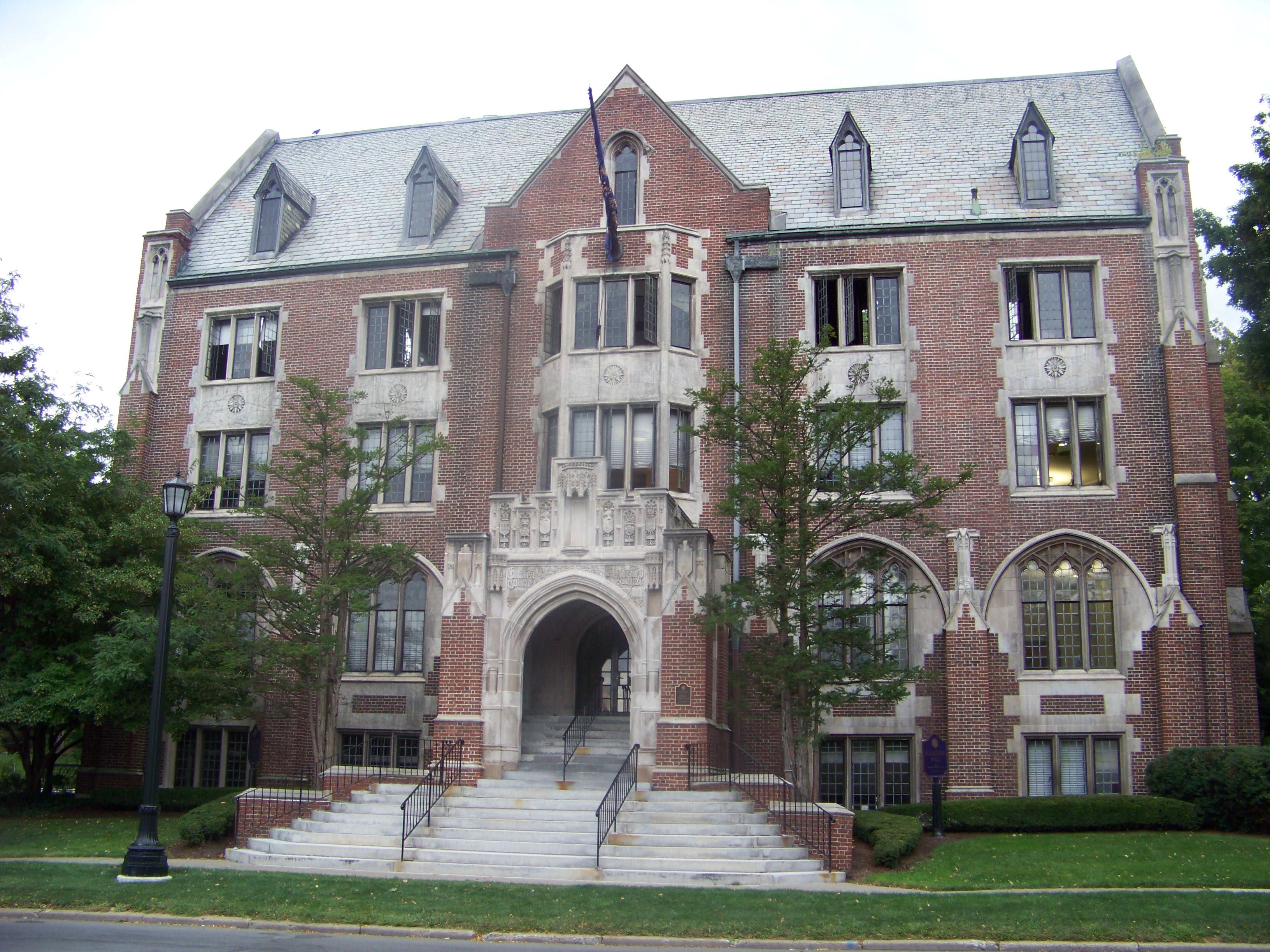
Hamilton Hall (1925)
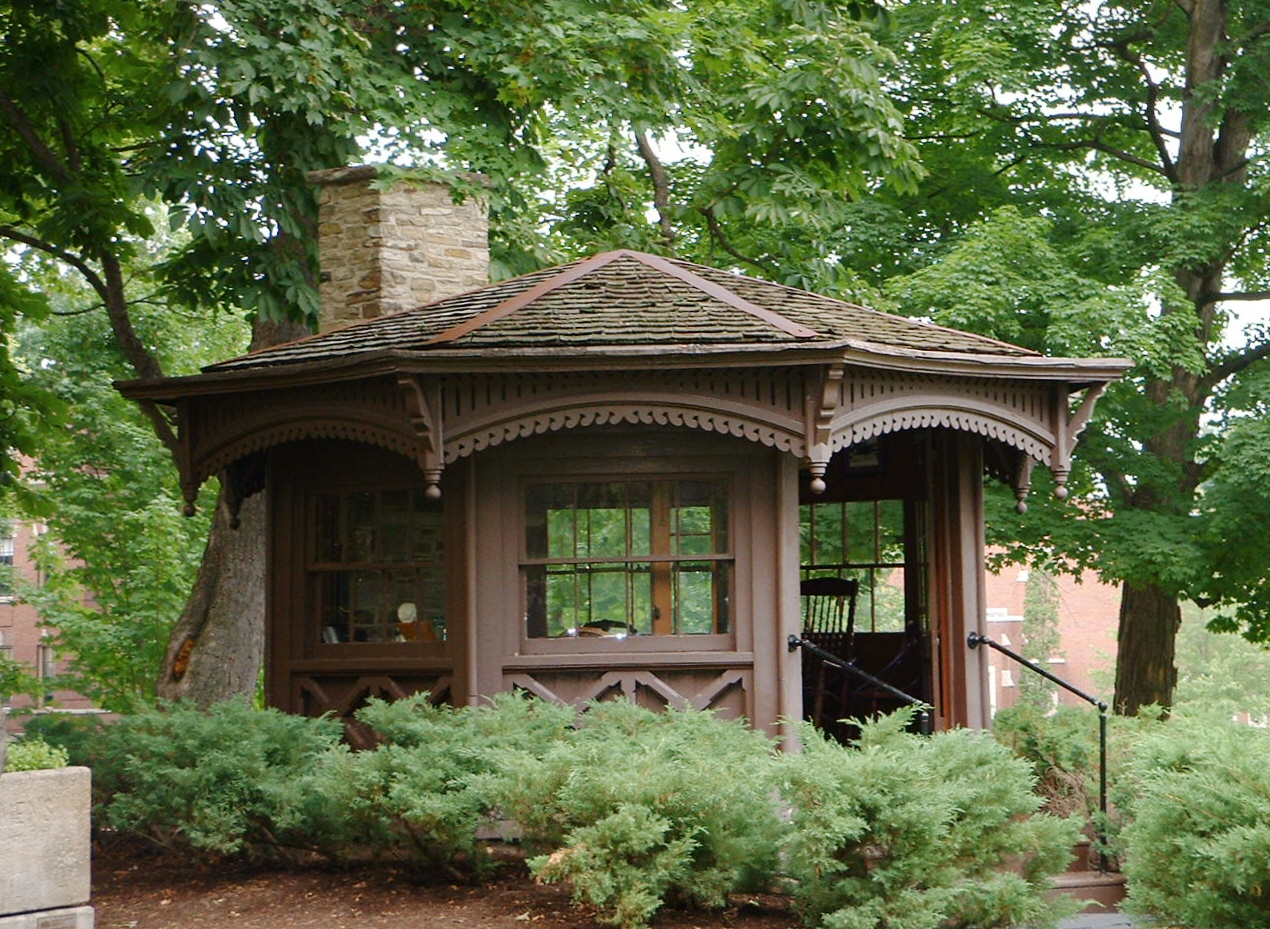
Mark Twain Study (wurde 1952 auf den Campus versetzt)
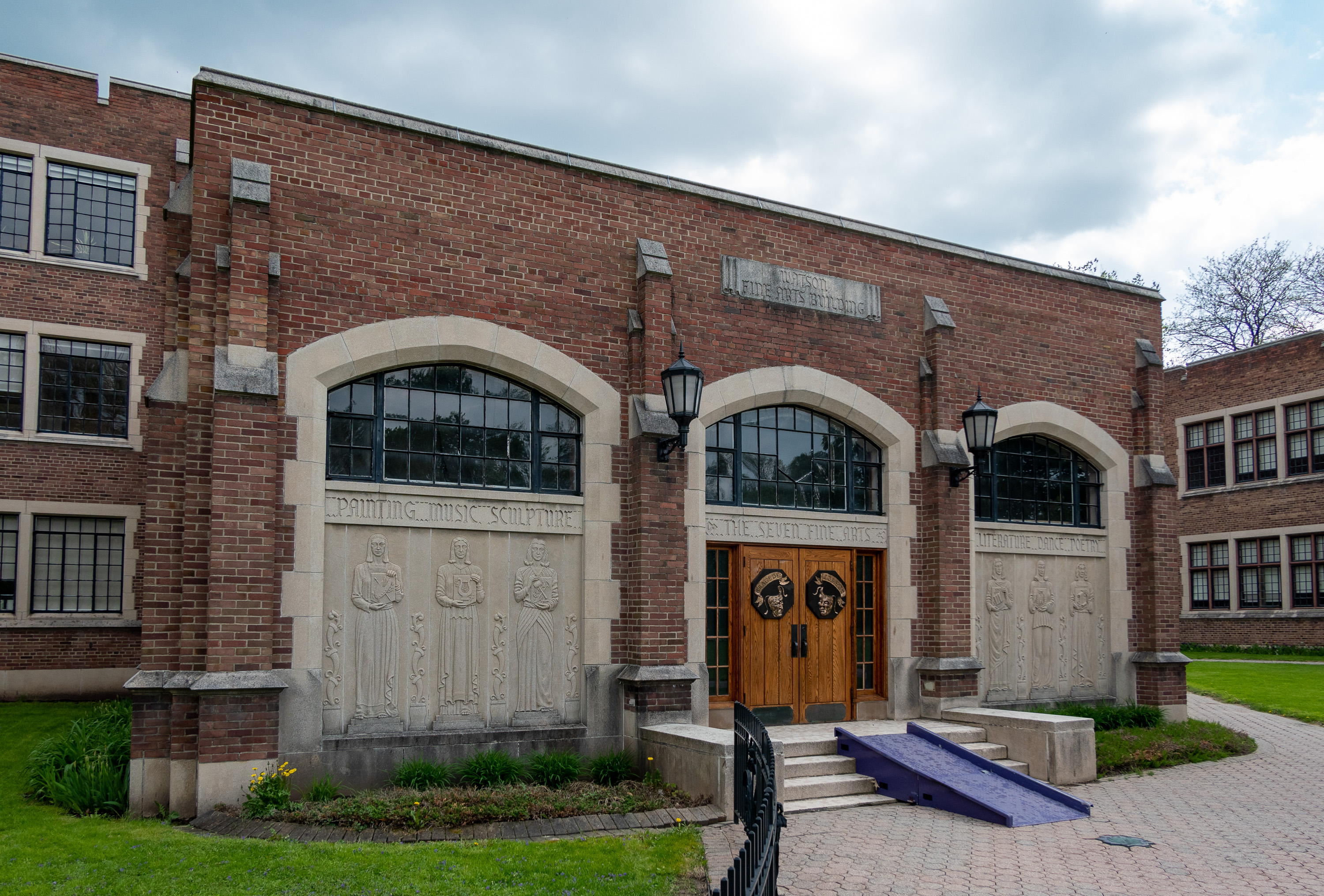
Watson Fine Arts Building (1958)
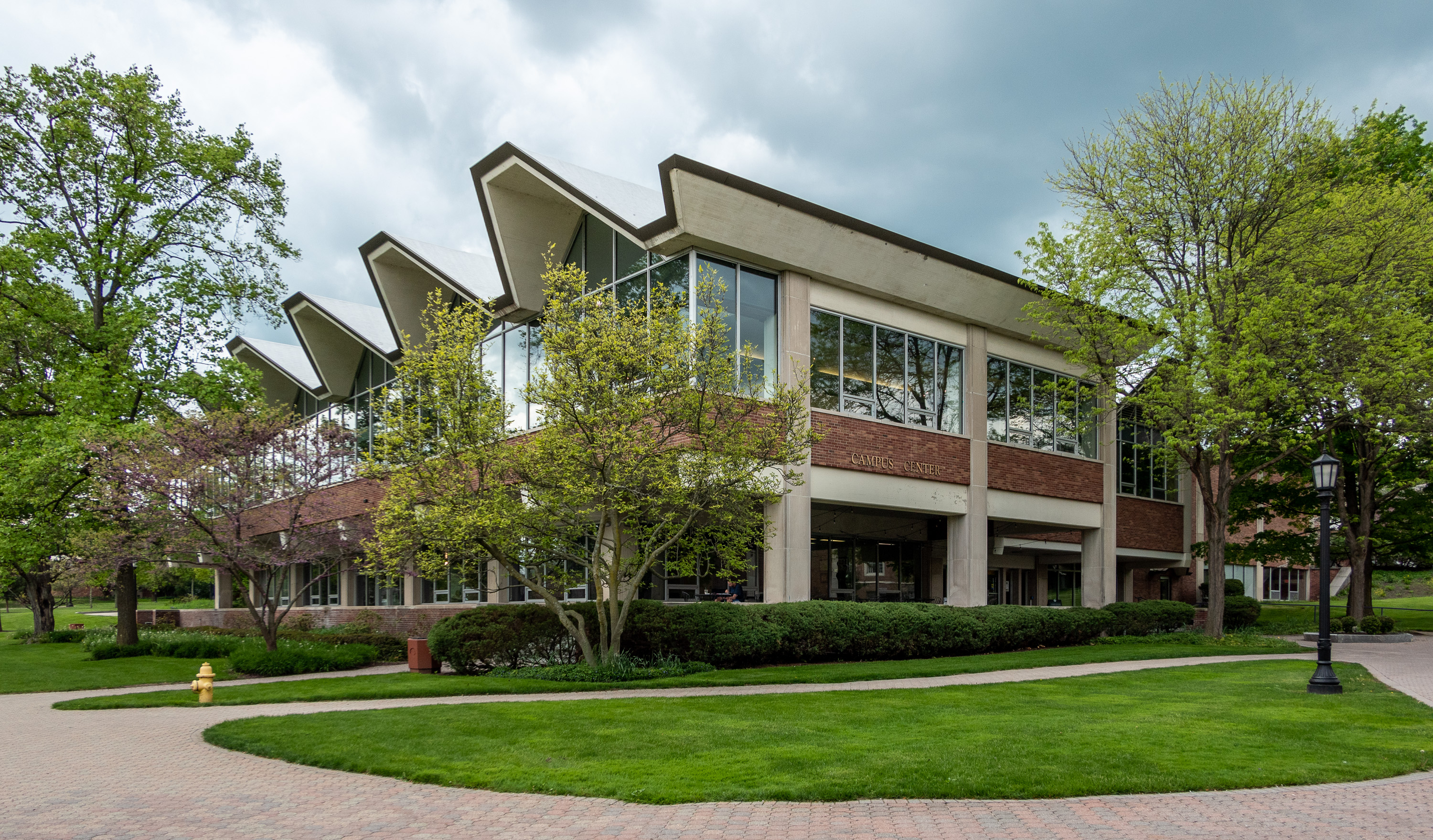
Campus Center (1965)
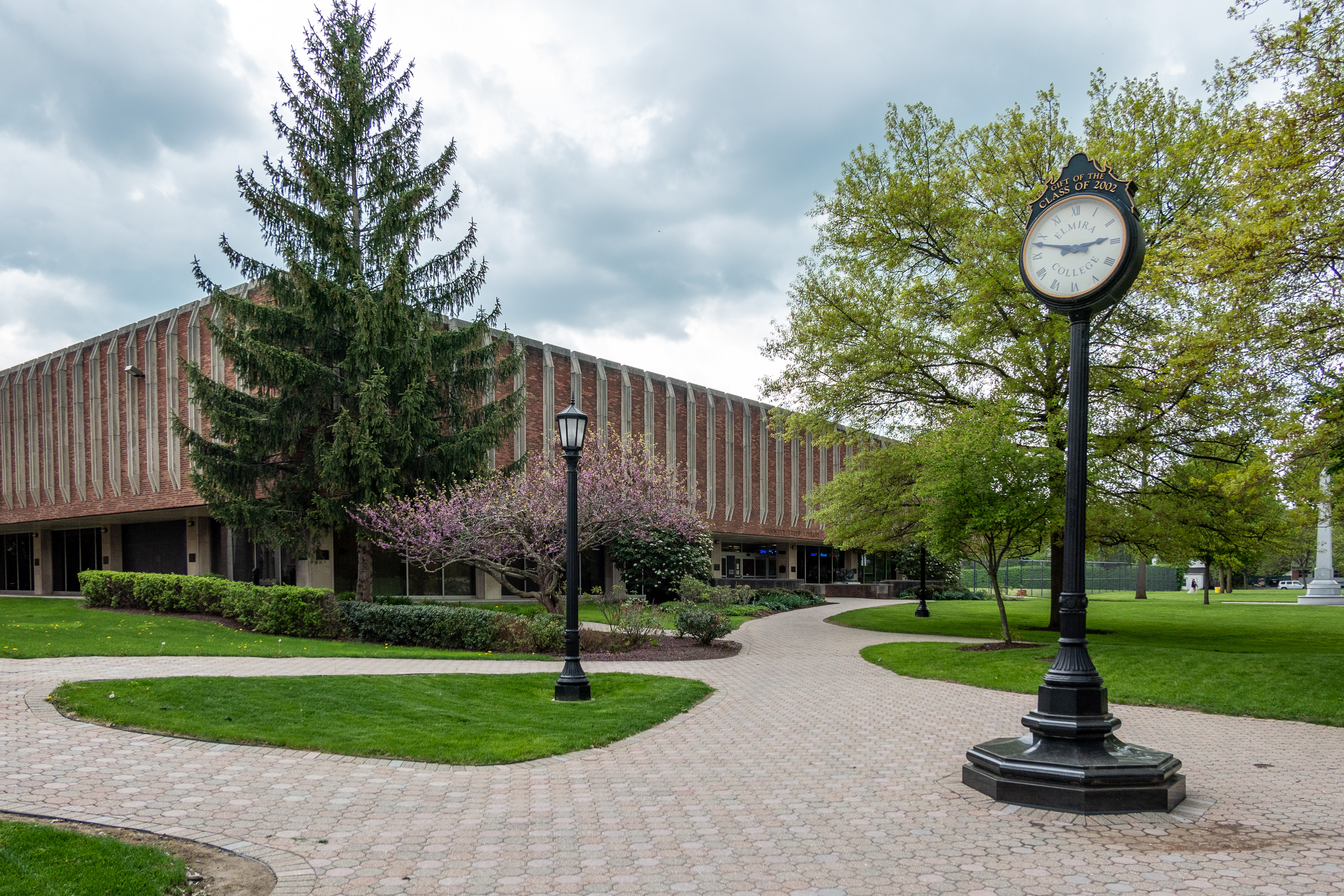
Gannett Tripp Library (1969)
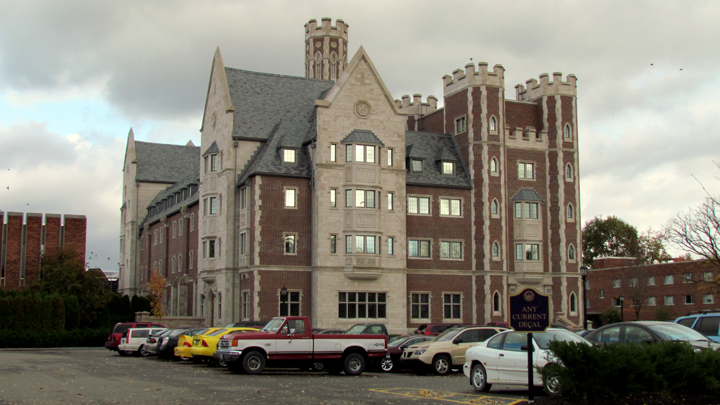
Meier Hall (2010)

## Beziehung zu Mark Twain

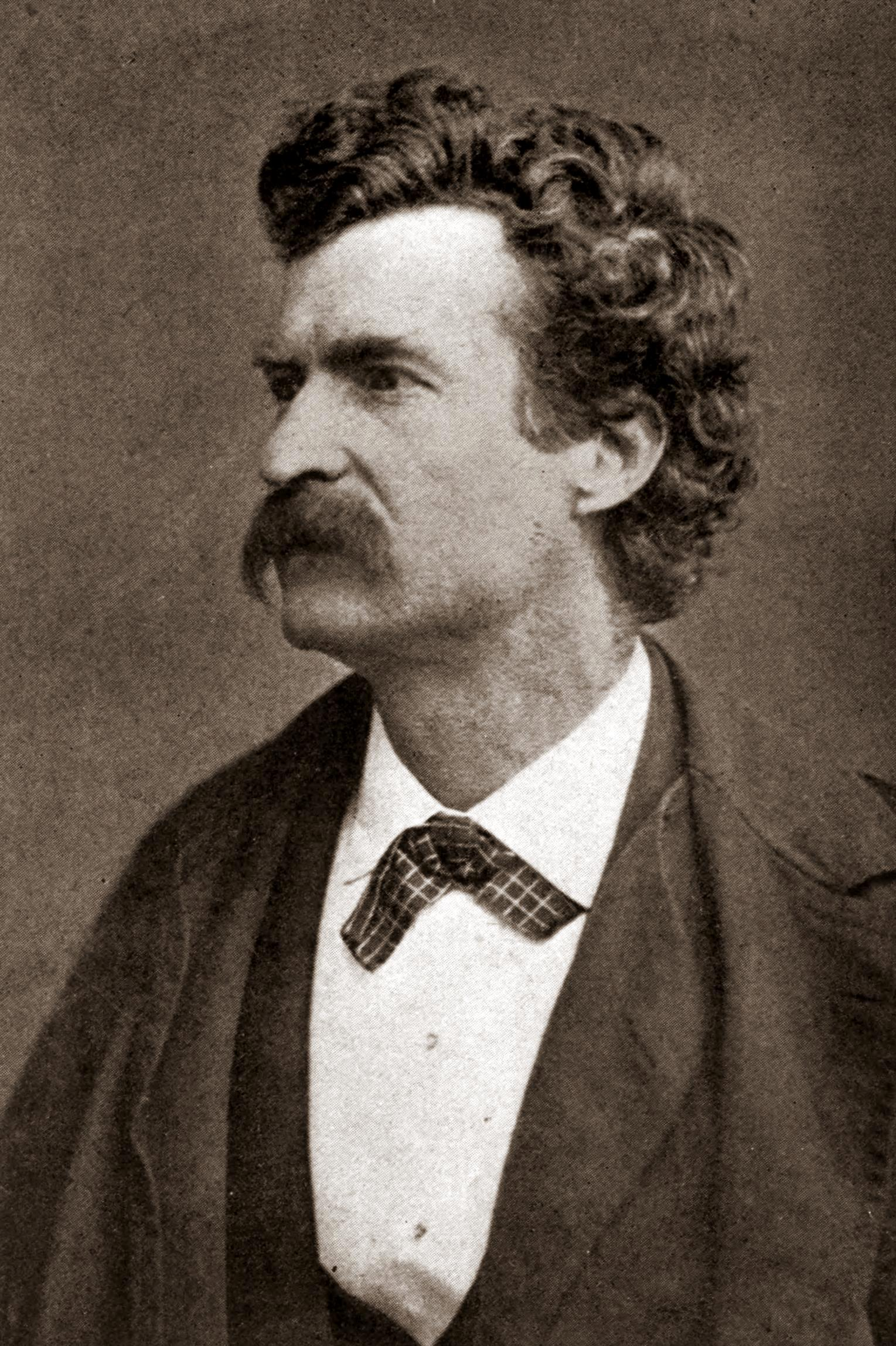
Samuel Clemens alias Mark Twain, um 1872

Das Elmira College hat eine besondere Beziehung zu dem Schriftsteller Mark Twain (1835–1910, eigentlich Samuel Langhorne Clemens). Clemens’ Frau, Olivia Langdon, selbst eine frühe Absolventin des Colleges, ist in Elmira geboren, sie und Clemens haben dort 1870 geheiratet und viele Jahre lang ihre Sommerferien auf der Quarry Farm verbracht, die einige Kilometer östlich in den Hügeln oberhalb der Stadt liegt. Auf der Farm, die Olivias Schwester Susan Crane gehörte, sind nicht nur alle drei Töchter des Paares geboren, sondern Clemens hat hier auch große Teile unter anderem seiner Romane Die Abenteuer des Tom Sawyer und Die Abenteuer des Huckleberry Finn geschrieben. Nach ihrem Tode wurden Olivia und Samuel Clemens auf dem Woodlawn Cemetery in Elmira begraben.
Das Elmira College besitzt ein umfangreiches Mark-Twain-Archiv und beherbergt auch ein Center for Mark Twain Studies, das Forschern Aufenthaltsstipendien (Quarry Farm Fellowships) anbietet und alle vier Jahre eine International Conference On The State of Mark Twain Studies veranstaltet.
Das Mark Twain Study, der achteckige hölzerne Gartenpavillon, den Clemens auf der Quarry Form bis 1889 jeden Sommer als Schreibstätte verwendete, wurde 1952 von seinem ursprünglichen Standort auf den Campus des Elmira College versetzt.

## Hochschulsport

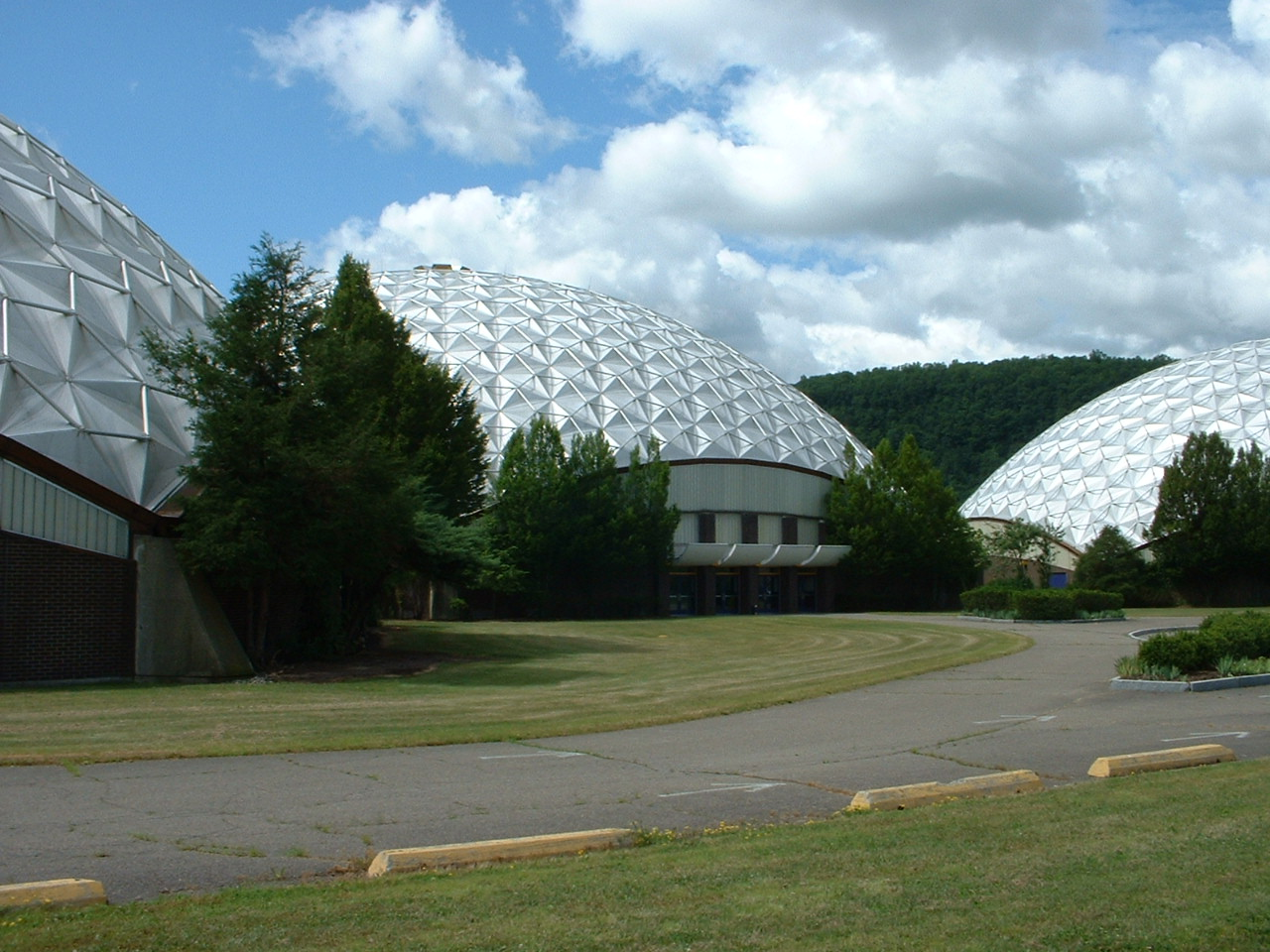
Murray Athletic Center

Wie an fast allen amerikanischen Hochschulen spielen auch am Elmira College die Athletics – der Hochschulsport – eine für das Selbstverständnis und Prestige der Einrichtung grundlegend wichtige Rolle. Das Sportprogramm der Schule umfasst die Disziplinen Baseball (nur Männer), Softball (nur Frauen), Basketball, Golf (nur Männer), Hockey (nur Frauen), Eishockey, Fußball, Volleyball und Ringen. Das College verfügt über einen Golfplatz (Soaring Eagles Golf Course) und umfangreiche Sportanlagen (Murray Athletic Center), einschließlich einer Eis-, einer Basketball- und einer Tennisarena. Die Sporteinrichtungen befinden sich 13 km nördlich des Campus im Nachbarort Horseheads.

## Symbole, Farben und Maskottchen

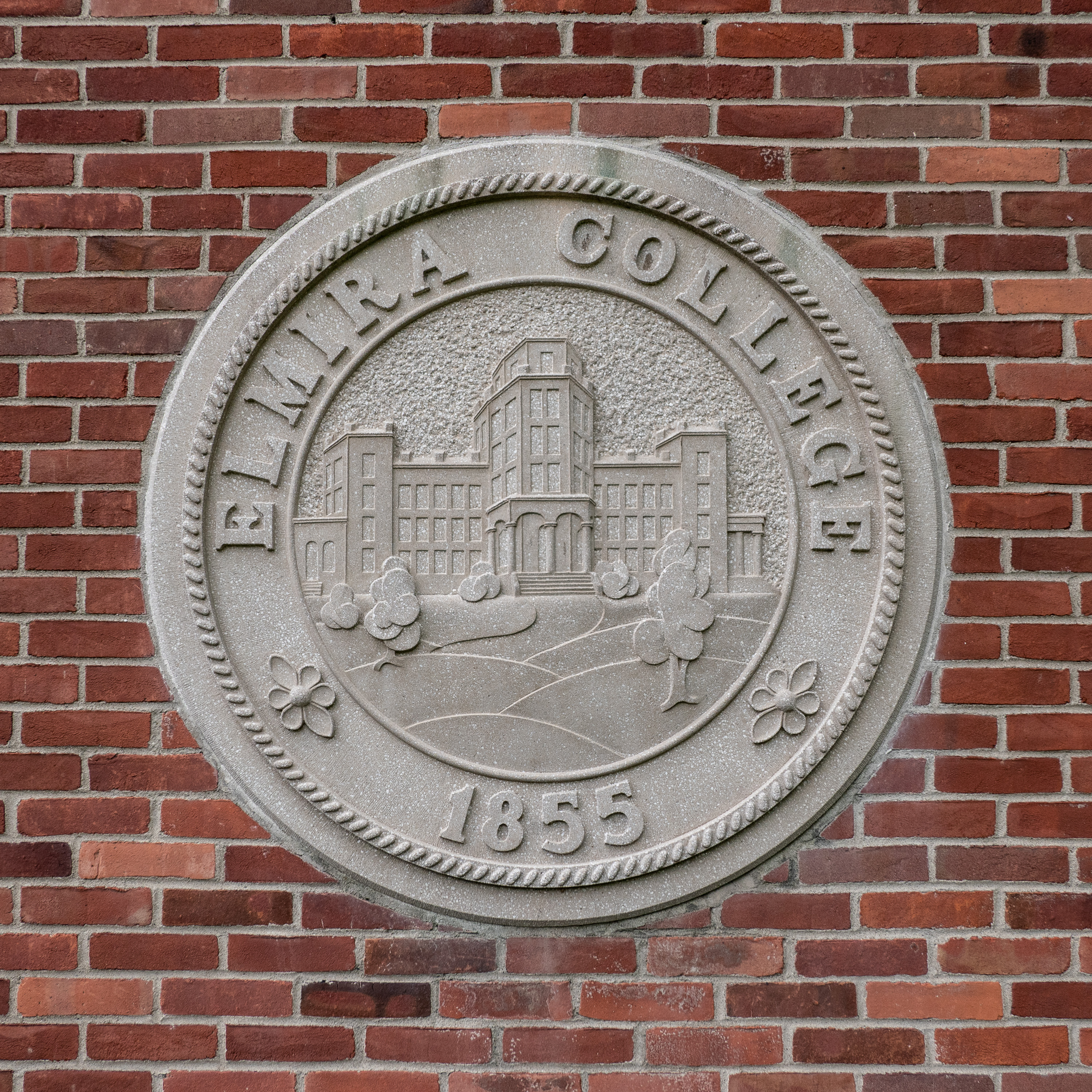
Das Siegel des Elmira College

Die traditionellen Schulfarben des Elmira College sind seit 1871 Lila und Gold. Das Maskottchen ist der fliegende Adler. Die Collegeblume ist die Iris.

## Präsidenten
Dem Elmira College standen bis heute die folgenden Präsidenten vor:
- 1856–1889 Augustus W. Cowles
- 1889 Wilson D. Phraner
- 1889–1893 Charles Van Norden
- 1893–1896 Rufus Smith Green
- 1896–1915 Alexander Cameron MacKenzie
- 1915–1918 John Balcom Shaw
- 1918–1935 Frederick Lent
- 1935–1949 William Sumner Appleton Pott
- 1949–1954 Lewis Eldred
- 1954–1976 John Ralph Murray
- 1976–1987 Leonard Grant
- 1987–2012 Thomas Meier
- 2012–2015 Ronald Champagne
- 2015–2017: Norman Smith
- seit 2017: Charles Lindsay

## Bekannte Absolventen und Lehrende

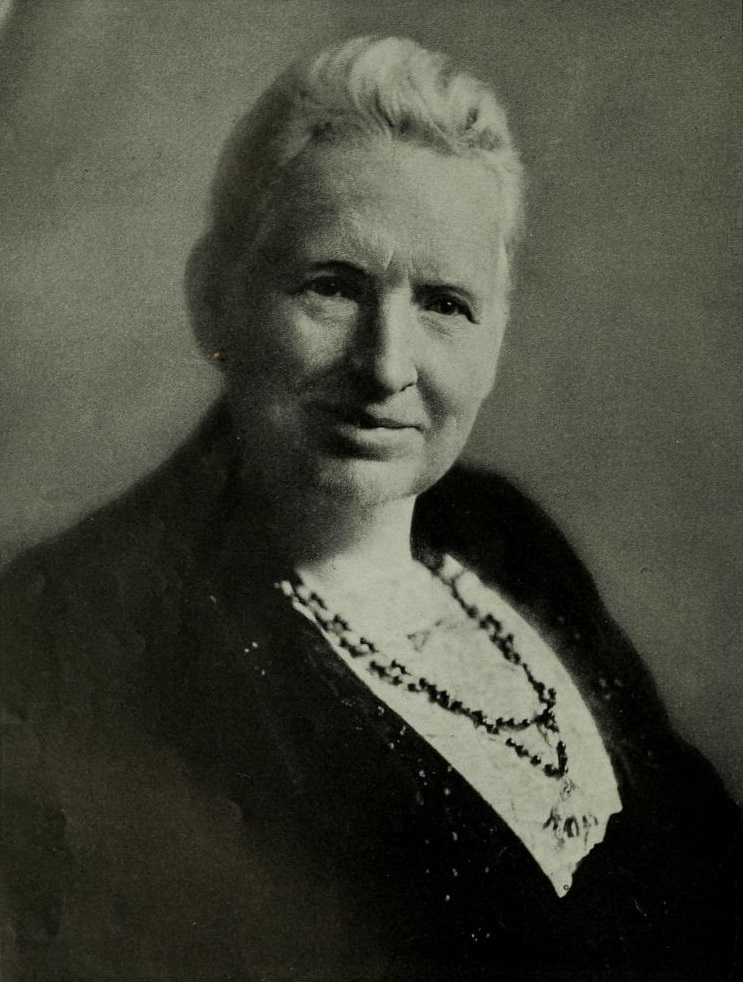
Alice Mary Robertson

### Absolventen
- Olivia Langdon Clemens (1845–1904), bekannt geworden als Ehefrau von Mark Twain
- Charlotte Blake Brown (1846–1904), einer der ersten weiblichen Ärzte, die an der amerikanischen Westküste praktiziert haben
- Anne Kendrick Benedict (1851–?), amerikanische Schriftstellerin
- Frances Linfield (1852–1940), amerikanische Lehrerin, soziale Aktivistin und Philanthropin
- Alice Mary Robertson (1854–1931), amerikanische Politikerin
- Mary West Niles (1854–1933), frühe amerikanische Missionsärztin
- Jane Meade Welch (1854–1931), amerikanische Journalistin und Historikerin
- Mary Pierson Eddy (1864–1923), amerikanische Ärztin und Missionarin
- Mary Gray Peck (1867–1957), amerikanische Journalistin und Frauenrechtlerin
- Lena Guilbert Ford (1870–1918), amerikanische Liedtexterin
- Agnes Hewes (1874–1963), amerikanische Schriftstellerin
- John M. Carmody (1881–1963), hoher amerikanischer Regierungsbeamter
- Catherine J. Personius (1904–1994), amerikanische Ernährungswissenschaftlerin
- Julia Boyer Reinstein (1906–1998), amerikanische Historikerin
- Fay Kanin (1917–2013), amerikanische Drehbuchautorin und Filmproduzentin
- Harvey Littleton (1922–2013), amerikanischer Glaskünstler
- Wilhelmina Cole Holladay (1922–2021), amerikanische Kunstsammlerin und Mäzenin
- Ruth Carol Taylor (* 1931), die erste afroamerikanische Stewardess
- Gainor Roberts (1941–2020), amerikanische Künstlerin
- Gail S. Shaffer (* 1948), amerikanische Politikerin
- Josef Janning (* 1956), deutscher Politologe
- Sheila Williams (* 1956), amerikanische Herausgeberin
- Matt E. Baker (* 1957), amerikanischer Politiker
- Nobuteru Ishihara (* 1957), japanischer Politiker
- Christina Lampe-Önnerud (* 1967), schwedische Fulbright-Stipendiatin, Chemikerin und Unternehmerin
- Kevin B. Winebold (* 1979), amerikanischer Musikdirektor und Schauspieler
- Charl Pretorius (* 1997), südafrikanischer Eishockeytorwart

### Lehrende

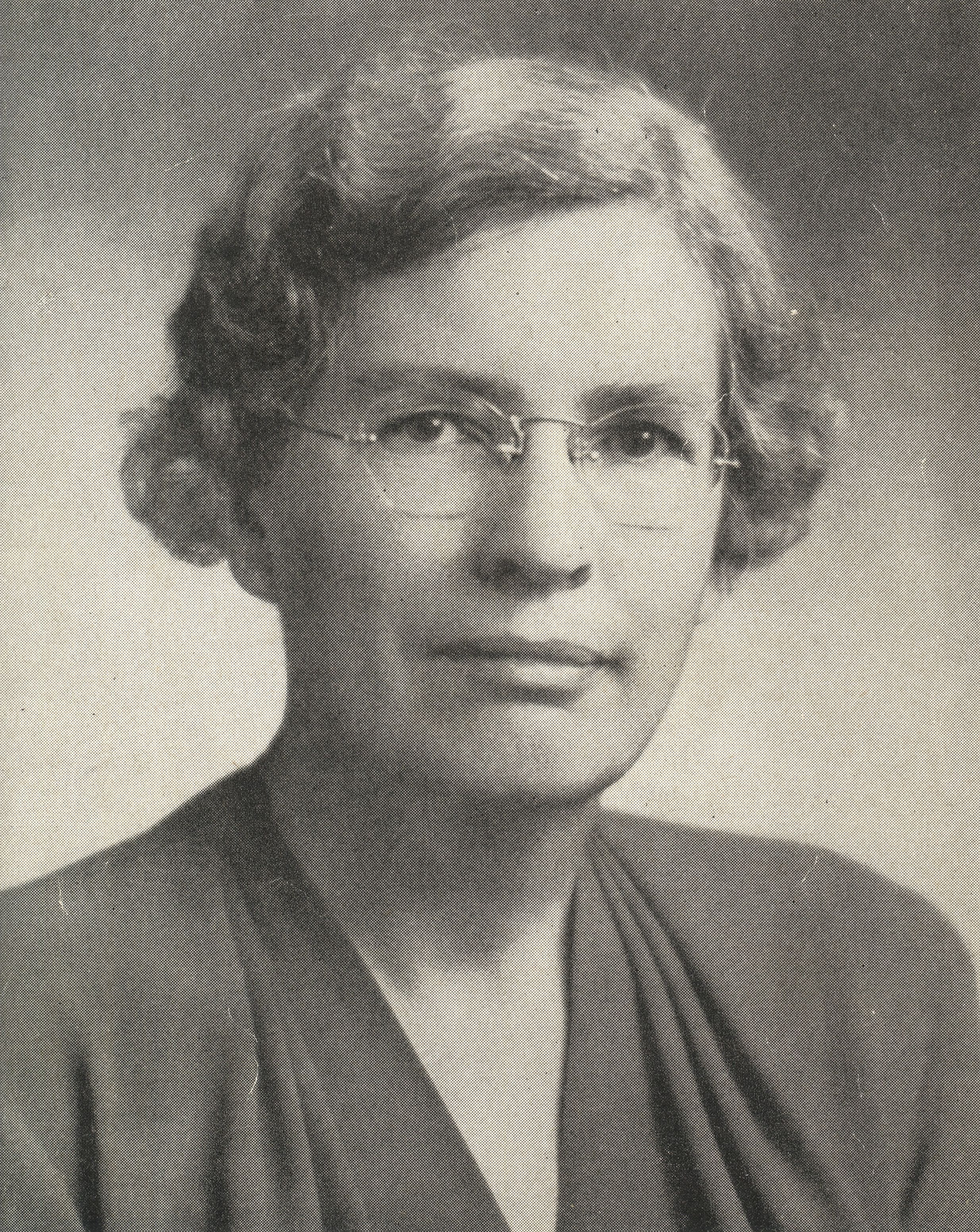
Georgia E. Harkness

- Martha Warren Beckwith (1871–1959), amerikanische Folkloristin und Ethnografin
- Georgia Harkness (1891–1974), amerikanische Philosophin
- George Jacob Abbott (1892–1961), amerikanischer Musiklehrer und Komponist
- Herbert H. Rowen (1916–1999), amerikanischer Historiker
- Donald F. Lach (1917–2000), amerikanischer Historiker
- Gandy Brodie (1924–1975), amerikanischer Maler
- Jonathan Aldrich (1936–2021), amerikanischer Dichter
- Silvio Vietta (* 1941), deutscher Literaturwissenschaftler
- John W. Berry (* 1947), amerikanischer Bibliothekar, Präsident der American Library Association
- Barry Smith (* 1952), amerikanischer Eishockeytrainer